# 생산 계획

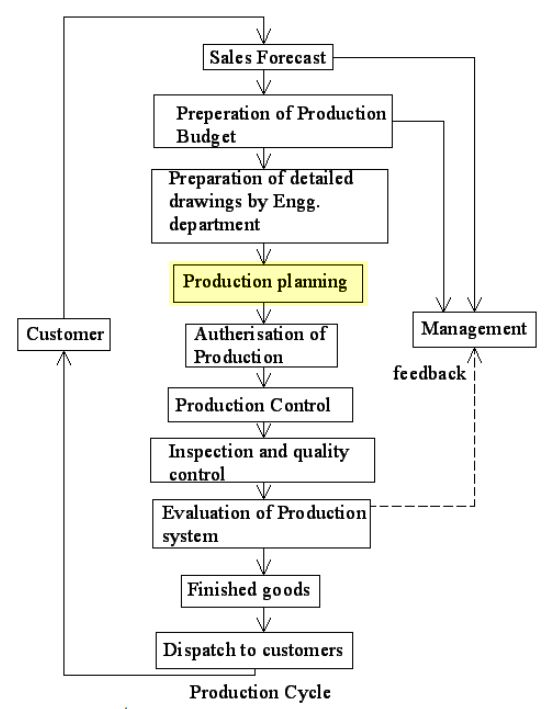
생산계획의 역할

생산 계획(生産計劃, production planning)이란 기업이 생산활동을 수행함에 있어서 그 목적을 완수하기 위하여 조직적인 예정을 세우려는 사고활동으로서 생산의 개시에 앞서서 생산될 제품의 종류·수량·가격 및 생산방법·장소·생산기간 등에 관해 가장 경제적이고 합리적인 예정을 편성하는 것이다. 생산 활동은 구체적으로 볼 때 시간적·물량적 활동이므로, 생산계획은 시간적·물량적으로 표시해야 하는 것이다. 즉, 생산 계획은 판매 예측을 기초로 하여 재료·인원 및 설비를 시간적·수량적·장소적으로 결정하는 것이다.
여기에서 재료·인원·설비의 결정이라 함은 생산계획을 달성하기 위하여 필요한 원재료(原材料)의 양의 결정이나 인원·설비·기계의 소요수량의 결정인 것이다. 특히 인원·설비·기계의 소요수량은 단순한 인원수나 대수가 아니라 작업의 질을 내용으로 하여 시간적으로 파악해야 한다. 따라서 작업자나 설비기계에 대해 개별적으로 구체적인 각 기계에 대해서 구체적으로 작업내용이 표시됨과 동시에 그 작업이 언제까지 완성될 것인가를 계획하는 것이다.

## 같이 보기
- 산업공학
- 생산 관리